# Takatsukasa Masahira
Takatsukasa Masahira (鷹司政平, [[[1445]]-1517] Erro: {{japonês}}: texto da transliteração contém caractere não latino (pos 17) (ajuda)) foi um nobre do período Muromachi da história do Japão.

## Vida
Masahira foi o filho mais velho de Takatsukasa Fusahira. Foi líder do ramo Takatsukasa do clã Fujiwara.
Em 1462 se tornou Chūnagon. Dois anos depois em 1464 foi promovido a Dainagon.
Em 1468 se tornou Naidaijin. Posteriormente nomeado Udaijin em 1475. Atuou como Sadaijin de 1476 até 1479.
Em 1483 foi nomeado Kanpaku do Imperador Go-Tsuchimikado. Neste ano também foi nomeado líder do clã Fujiwara.
Em 1485 atuou por alguns meses como Daijō Daijin. Se aposenta das funções da Corte em 1516, tornando-se um monge budista e morre no ano seguinte.
Após sua morte seu filho Kanesuke se tornou líder do clã.
| Precedido por Takatsukasa Fusahira | -- 10º Líder dos Takatsukasa Fujiwara (1472 - 1515) | Sucedido por Takatsukasa Kanesuke |
| Precedido por Konoe Masaie         | Kanpaku (1483 - 1487)                               | Sucedido por Nijō Mochimichi      |
| Precedido por Koga Michihiro       | Daijō Daijin (1485)                                 | Sucedido por Konoe Masaie         |
| Precedido por Hino Katsumitsu      | Sadaijin (1476 - 1479)                              | Sucedido por Konoe Masaie         |
| Precedido por Kujō Masamoto        | Udaijin (1475 - 1476)                               | Sucedido por Konoe Masaie         |
| Precedido por Hino Katsumitsu      | Naidaijin (1469 - 1475)                             | Sucedido por Konoe Masaie         |